# Slatina pod Hazmburkem
Slatina ist eine Gemeinde in Tschechien. Sie gehört dem Okres Litoměřice an.

## Geographie
Der Ort liegt drei Kilometer nördlich der Stadt Libochovice in 177 m ü. M. am Fuße der Křesínské vrchy auf der Hasenburger Platte im Südwesten des Böhmischen Mittelgebirges. Im Westen befindet sich die Hazmburk und südlich das Tal der Rosovka. Nachbarorte sind im Nordosten Černiv und im Süden Libochovice.

## Geschichte

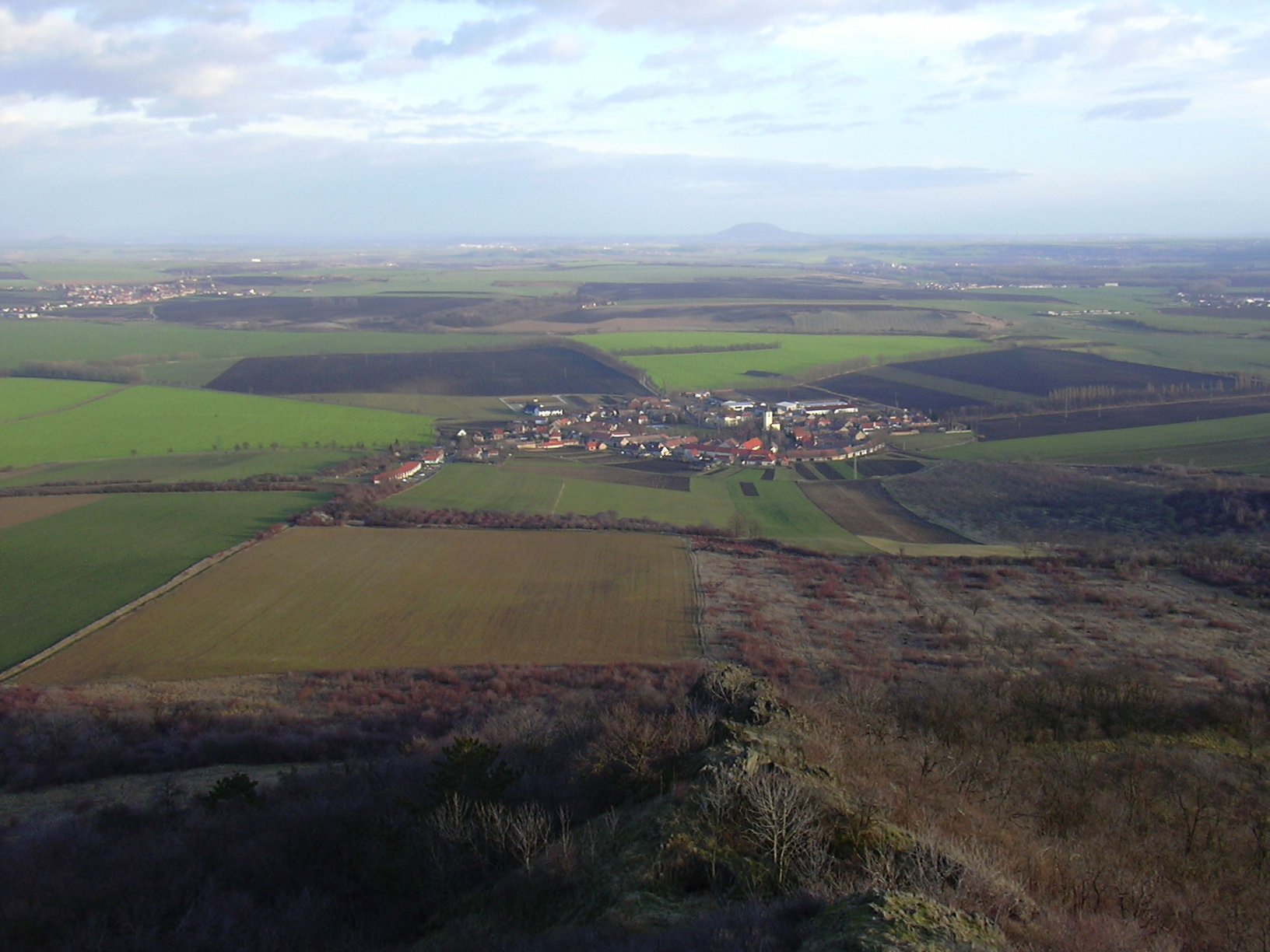
Blick von der Hasenburg

Slatina wurde 1057 erstmals urkundlich erwähnt, als Herzog Spytihněv II. den Ort dem Stiftskapitel St. Stephan in Leitmeritz überließ. 1462 verlieh der Propst Beneš den Ort an Zbyněk Zajíc von Hasenburg. 1558 erwarb Johann III. von Lobkowitz auf Žebrák und Točník den Ort. 1594 wurde der Besitz Georgs des Älteren von Lobkowicz eingezogen und Sigismund Báthory erwarb Slatina. Nach dessen Tode war Adam von Sternberg Besitzer des Ortes.
Während des Dreißigjährigen Krieges wurde Slatina mehrfach geplündert. Nach seiner Zerstörung im Jahre 1631 blieb das Dorf wüst. Wenzel Adalbert von Sternberg leitete 1675 die Wiederbesiedlung ein und sein Nachfolger Gundakar von Dietrichstein holte 1677 neue Siedler aus Mähren. 1858 starb die Linie der Dietrichsteiner aus und der Grundbesitz fiel an die Familie Herberstein.
Nach der Abschaffung der Patrimonialherrschaften im Jahre 1848 wurde Slatina eine selbstständige Gemeinde. 1882 wurde die Eisenbahn von Lobositz nach Libochowitz eingeweiht, die östlich des Dorfes im Tal des Podsedický potok verlief. Slatina erhielt einen Haltepunkt, der jedoch anderthalb Kilometer außerhalb des Ortes entstand.
Die seit dem 22. Februar 1992 anlässlich des 700. Stadtjubiläums von Libochovice errichtete Purkyně-Stiftung hat ihren Sitz in Slatina.

## Sehenswürdigkeiten
Die ursprünglich dem Heiligen Wenzel geweihte Kirche stammt vom Ende des 12. Jahrhunderts. 1746 wurde sie im barocken Stil umgebaut und als Kirche des Heiligen Johannes von Nepomuk neu geweiht.